# Welcome to North Korea
Welcome to North Korea (Brasil: Bem-Vindo à Coreia do Norte ) é um documentário holandês de 2001 dirigido por Peter Tetteroo e Raymond Feddema para a KRO Television. O filme venceu um Emmy Internacional em 2001 para melhor documentário. Além de ter estreado na televisão dos Estados Unidos pelo Cinemax em 18 de março de 2003.

## Sinopse
Uma equipe de jornalistas de uma estação de televisão holandesa, consegue obter uma permissão para viajar na Coreia do Norte, se bem que debaixo da vigilância de três guardas. Mediante a escolha consciente de não tentarem estabelecer conversações com norte coreanos uma vez que seria um risco, a equipe conseguiu falar com um pequeno número de norte coreanos, que têm autorização do próprio governo para falarem com os estrangeiros.
A imagem ideal do regime apresentada por estas pessoas tem grande força. Contudo, a visita a um país, que não se pode comparar a nenhuma outra sociedade do mundo, consegue levantar mais questões do que respostas.

## Elenco
- John Swieringa ... Ele mesmo (narrador)